# Fernand Picot
Fernand Picot, nacido el 10 de mayo de 1930 en Pontivy y fallecido el 22 de octubre de 2017, fue un antiguo ciclista francés. Fue profesional de 1953 a 1965, y consiguió dos veces el Gran Premio de Plouay en 1961 y en 1963.

## Palmarés
| 1954 - Circuit de l'Aulne - 1 etapa de la Carrera de la Paz 1956 - 1 etapa del Critérium del Dauphiné 1957 - 2 etapas del Critérium del Dauphiné 1958 - 1 etapa de la París-Niza | 1959 - 1 etapa del Gran Premio de Midi Libre 1961 - Génova-Niza - Gran Premio de Plouay 1963 - Gran Premio de Plouay |

## Resultados en las grandes vueltas
| Carrera         | 1953 | 1954 | 1955 | 1956 | 1957 | 1958 | 1959 | 1960 | 1961 | 1962 | 1963 | 1964 | 1965 |
| --------------- | ---- | ---- | ---- | ---- | ---- | ---- | ---- | ---- | ---- | ---- | ---- | ---- | ---- |
| Giro de Italia  | -    | -    | -    | -    | -    | Ab.  | -    | -    | -    | -    | -    | -    | -    |
| Tour de Francia | -    | -    | Ab.  | 18º  | 13º  | 49.º | 44.º | 46.º | 27º  | 55.º | -    | -    | -    |
| Vuelta a España | -    | -    | -    | -    | -    | -    | -    | -    | -    | -    | -    | -    | -    |
| Mundial en Ruta | -    | -    | -    | -    | -    | -    | -    | -    | -    | -    | -    | -    | -    |

-: no participa

Ab.: abandono